# Стрелушка
Стрелушката (Platyceps najadum), наричана също тънък стрелец и синьопетнист смок, е вид змия, срещаща се в Близкия изток и югоизточните части на Европа, включително в България. Достига на дължина до 1,5 m. Не е отровна, и не хапе силно, когато е заплашена. Тя е много пъргава и се придвижва изключително бързо по клоните на храсти и дървета, откъдето идва и името ѝ.
Стрелушката е разпространена в западните и южните части на Балканския полуостров, в района на Кавказ, в Близкия изток до Южен Туркменистан на изток и Сирия и Ирак на югозапад. В България се среща по долината на Струма южно от Дупница, в района на Гоце Делчев, Хасково и Харманли и в Източните Родопи. Наблюдавани са изолирани находища около Асеновград, Семчиново и Велинград.
Стрелушката предпочита скалисти местности с редки храсти. Активна е през деня, като добре се катери по скали, дървета и храсти. Основната ѝ храна са гущери и по-рядко насекоми и гризачи. В началото на лятото женските снасят 4 до 12 силно продълговати яйца с размер около 44 mm. Малките се излюпват около края на август — началото на септември.